# Jean Lafitte
Pour les articles homonymes, voir Lafitte.
Jean Lafitte, né dans les années 1770-1780 dans le Sud-Ouest de la France ou peut-être à Saint-Domingue, et mort vraisemblablement entre 1823 et 1827, est un flibustier et négrier français qui écumait le golfe du Mexique au début du XIXe siècle.
Il crée son propre « royaume de Barataria » dans les marais et les bayous près de La Nouvelle-Orléans afin de contrôler l'embouchure du Mississippi après l'achat de la Louisiane en 1803, avec sous ses ordres plus de mille hommes. Son soutien au général américain Andrew Jackson fait basculer la bataille de La Nouvelle-Orléans, en 1815. Il prend part au trafic des esclaves, alors interdit. Son frère Pierre (en) et lui fondent ensuite Galveston, premier port cotonnier du Texas, où ils espionnent au service de l'Espagne contre les révolutionnaires mexicains entre novembre 1815 et juin 1816, selon les archives espagnoles à Séville. De nombreux sites en Louisiane et au Texas portent son nom.

## Biographie

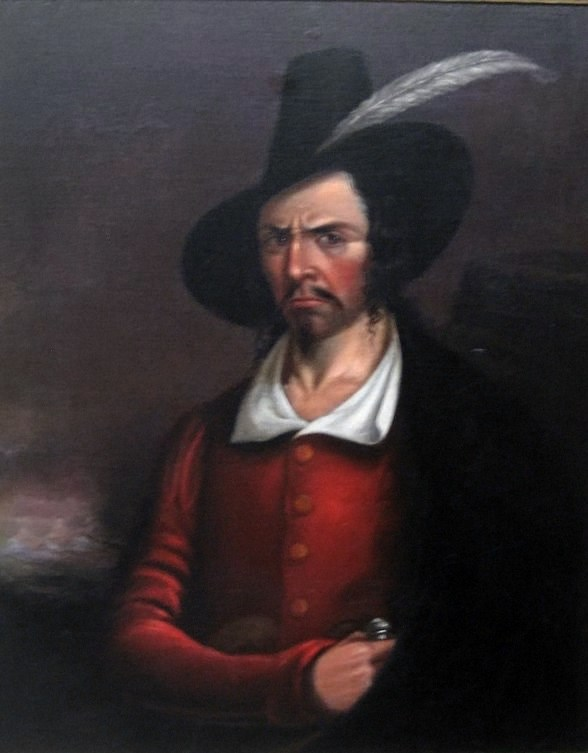
Portrait anonyme du début du XIXe siècle traditionnellement considéré comme représentant Jean Lafitte ; Rosenberg Library, Galveston.

Les origines et la jeunesse de Jean Lafitte restent entourées de mystère. D’après un journal qui lui est attribué, fourni par un prétendu descendant en 1948 mais dont l’authenticité est contestée, il serait fils d'une juive espagnole. Bordeaux, Bayonne, Saint Malo, Brest, Orduna ou Westchester apparaissent comme lieux d’origine dans divers documents ou témoignages de contemporains.
Selon les archives de la paroisse Saint-Martin de Biarritz, il pourrait être originaire du quartier de Beaurivage à Biarritz, il aurait grandi rue d'Espagne. On retrouve sur une maison du quartier une plaque où est inscrit le nom « Lafitte ». Jack C. Ramsay propose qu’il serait né à Saint-Domingue, mais William C. Davis pense avoir retrouvé la trace de sa naissance à Pauillac en 1782. Le nom « Lafitte » est d'origine gasconne et il est encore très présent en Béarn.
Ses différents biographes présentent des lacunes mais s'accordent sur le fait qu'on retrouve sa trace comme capitaine du navire la Sœur chérie, à partir de 1804 peu de temps après l'échec de l'expédition de Saint-Domingue, au cours de laquelle il aurait été lieutenant de l'armée française, après avoir vécu dans la colonie française de Saint Domingue.
Peu de temps après la vente de la Louisiane aux États-Unis en 1803, il retrouve son frère Pierre Lafitte (en), engagé dans la contrebande et la flibuste, opérant au nom de son Royaume de Barataria, ne reconnaissant de ce fait la souveraineté d’aucune autre nation.
Selon son biographe William C. Davis, Jean Lafitte, appelé alors « Jean Lafette » convoyait des esclaves de Saint-Domingue à bord de la Sœur chérie, avec deux autres navires, pour les importer illégalement en Louisiane, contournant La Nouvelle-Orléans pour arriver en avril 1804 à Fort Plaquemine car les États-Unis avaient interdit dès 1803 l'importation en Louisiane d'esclaves de Saint-Domingue. Officiellement, le navire a quitté Les Cayes le 7 octobre 1803, six jours avant que le général Jean-Baptiste Brunet ne se rende aux Britanniques, en signant un traité promettant de cesser tout acte de piraterie contre les Espagnols. La révolution haïtienne et les guerres napoléoniennes favorisent alors la piraterie des années 1800 dans la Caraïbe. Les historiens David Stephen Heidler et Jeanne T. Heidler estiment que les forces rassemblées par la piraterie des années 1800 dans la Caraïbe, dans l'archipel de Barataria représentaient un total de 3 000 à 5 000 combattants clandestins.

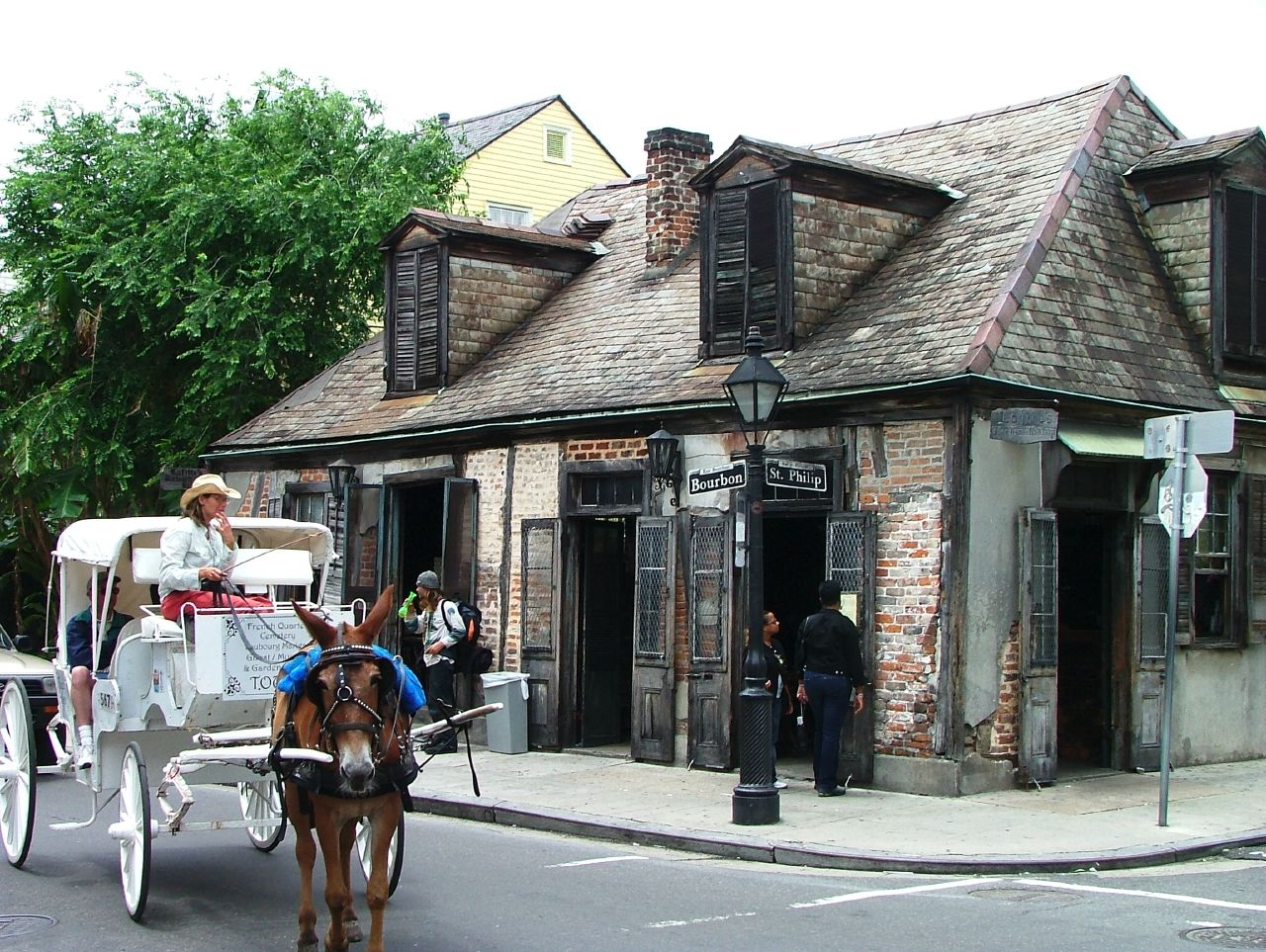
La maison de Jean Laffite, rue Bourbon à La Nouvelle-Orléans, construite par Jean-Louis Dolliole.

Jean et Pierre Lafitte s'installent à Barataria dans les îles côtières de la Louisiane vendue par Napoléon Ier aux Américains en novembre 1803. Il faut attendre dix ans avant que ce territoire devienne un État à part entière et les frères Lafitte profitent de ces vides institutionnels et juridiques pour développer une économie parallèle. L'importation d'esclaves est interdite en 1807 par le congrès des États-Unis, ce qui fait monter en flèche le prix des esclaves. Lafitte fait de ce trafic son fonds de commerce clandestin. Parmi ses relations d'affaires, Rezin Bowie, renommé James Bowie, futur fondateur du Texas, et son frère John Bowie, qui revendent, avant de s'y installer, des esclaves dans la paroisse de Saint-Landry où est installé le planteur de coton Hippolyte Chrétien, ami de Laffite, ainsi que Rosette Rochon, fille du planteur et premier armateur de Mobile, Pierre Rochon, et de nombreux réfugiés français de Saint-Domingue en Amérique.
Barataria est un territoire difficile d'accès composé de trois îles principales toutes idéales pour dissimuler ses bases, sa flotte navale et les « produits de contrebande » : les esclaves qu'il vole aux Espagnols. La navigation incessante de ses navires autour de ses possessions en interdit presque totalement l'accès.
En 1812, le Royaume-Uni entre en guerre contre les États-Unis, dont la marine est faible. Lafitte, avec 500 hommes et des canons volés aux Espagnols est sollicité par les Britanniques. Il décide de se ranger du côté américain avec le général Andrew Jackson, futur Président des États-Unis en 1829, qu'il avertit de l'imminence d'une attaque. Il négocie son aide contre le pardon pour lui et ses hommes. Jackson refuse d'abord de collaborer avec un criminel mais finit par accepter son aide après avoir lancé seul une première attaque désastreuse. Le 8 janvier 1815, les canons de Lafitte volés aux Espagnols contribuent à blesser ou tuer près de 2 000 Britanniques à la bataille de Chalmette – plus communément appelée bataille de La Nouvelle-Orléans – pour 55 hommes perdus côté américain. Cette bataille permet à Jean Lafitte de gagner une certaine notoriété, ainsi que le pardon pour ses actes répréhensibles, mais il perd la souveraineté sur son royaume au profit des Américains. Jean Lafitte est aussi soutenu par ses amis Hippolyte Chrétien et James Bowie. Le pardon avait aussi été offert à Jean Laffite en échange de son soutien aux Britanniques lors du siège de la Nouvelle Orléans.

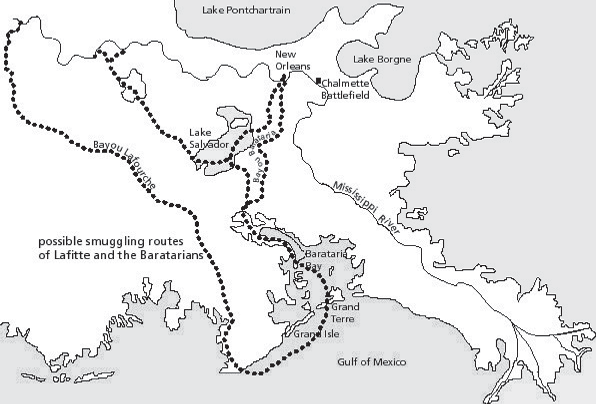
Carte dressée par le National Park Service, montrant les itinéraires que Lafitte aurait le plus logiquement empruntés pour se livrer à la contrebande.

Au sommet de son activité, Jean Lafitte commandait une cinquantaine de vaisseaux rapides et bien armés, et plus d'un millier d'hommes. Le directeur de la Gazette de la Louisiane était un ami de Jean Lafitte, et le journal relatait les exploits des contrebandiers en raillant les autorités.
Son frère et lui ont ensuite fondé Galveston, premier port cotonnier du Texas, où ils furent espions au service de l'Espagne, contre les révolutionnaires mexicains, entre novembre 1815 et juin 1816, selon les archives espagnoles à Séville. Ils en chassent le corsaire français Louis-Michel Aury, qui harcelait un empire espagnol en proie à l’anarchie. En 1820-1821, ils doivent quitter cette nouvelle base opérationnelle, livrant aux flammes leur « maison rouge » sur Galveston, qui reste après leur départ la première ville du Texas.
Le Congrès des États-Unis a entretemps voté en 1820 une loi qui punit de pendaison le trafic d'esclaves.

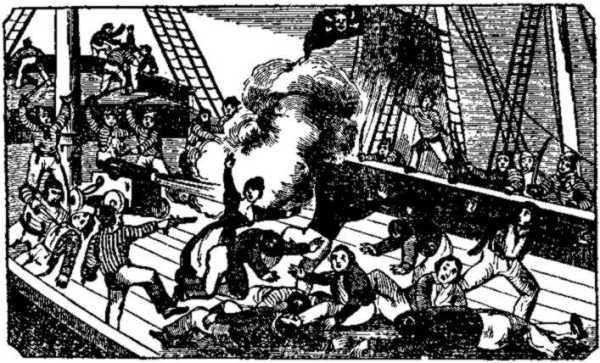
Mort du pirate Jean Lafitte, publication de 1837.

Ce qui lui arrive ensuite reste obscur, et les théories sont nombreuses. S'il est attesté que Pierre meurt dans la région du Yucatán fin 1821, selon les sources les moins douteuses, Jean Lafitte serait mort soit en 1823 lors d'un combat naval entre son navire, le General Santander, et une flottille espagnole, soit en 1826 au cours d'un ouragan. D'autres dates sont citées par nombre de généalogistes et historiens, amateurs ou professionnels, mais il est en tous cas impossible de trouver de témoignage irréfutable concernant la fin de vie de Jean Lafitte après 1822, date de son évasion d'une prison cubaine.
Un manuscrit controversé, connu sous le nom de Journal de Jean Laffite, raconte comment, après que sa mort fut annoncée dans les années 1820, il aurait vécu dans plusieurs États des États-Unis, fondé une famille à Saint-Louis, Missouri et écrit ce journal avant de décéder aux alentours de 1840. Dans les années 1950, le journal est traduit du français en anglais, et édité aux États-Unis. Le manuscrit original est acheté par Price Daniel, Gouverneur du Texas, et est aujourd’hui exposé à la bibliothèque Sam Houston Regional Library and Archives, à Liberty, au Texas. Rien ne permet d'affirmer que ce manuscrit soit une contrefaçon ou qu'il soit authentique.
Selon la légende traditionnelle, Lafitte et son frère Pierre auraient amassé une fortune immense durant leur séjour aux Amériques. Tombés en disgrâce, ils auraient été menacés de confiscation de leurs droits et biens par les Américains. Si cette menace fut pour eux bien réelle, peut-être ont-ils enfoui leur butin quelque part dans un bayou impénétrable. C'est ainsi qu'encore aujourd'hui certains cherchent le « trésor » de Lafitte dans la région où il a exercé ses activités.

## Jean Lafitte dans la mémoire collective

### Légendes autour de Jean Lafitte
Selon Jack C. Ramsay, l’un de ses biographes, s’est développée autour de Jean Lafitte toute une légende comparable à celle de Robin des Bois. Les frères Lafitte sont censés avoir enterré des trésors et de nombreux endroits le long des côtes de Louisiane ont été explorés – en vain – pour les découvrir. On leur prête aussi la propriété de champs pétrolifères car une rumeur persistante prétend que des bénéficiaires de redevances de la part de compagnies pétrolières devraient leurs avantages à leur statut de descendants de Jean Lafitte.
Une autre légende sans fondement historique apparue dès la fin du XIXe siècle lie Jean Lafitte et Napoléon Bonaparte. Elle est reflétée particulièrement dans une série de quatre articles parus dans le States de La Nouvelle Orléans en août-septembre 1928 ; un médecin, Louis Julien Genella, y prétend que ses recherches prouvent que John Paul Jones était l’oncle de Napoléon et de Jean Lafitte, ce dernier ayant pris le nom de famille de son père adoptif, et que le pirate aurait organisé la fuite de Napoléon depuis Sainte-Hélène vers les États-Unis, l’ayant remplacé par une doublure. Napoléon serait mort pendant le voyage et aurait été enterré à Goose Bayou, ainsi que plus tard Jean Lafitte lui-même,.
Un journal de Jean Lafitte à l’authenticité douteuse, qui aurait été rédigé entre 1845 et 1850, soit plus de 20 ans après la date vraisemblable de son décès, le présente comme ayant survécu incognito dans plusieurs États avant de se fixer à Alton. Il n’est plus contrebandier, et cet ancien trafiquant d’esclaves devient sur le tard un anti-esclavagiste qui tente une correspondance avec Abraham Lincoln.
En 1847, il se rend en Europe pour un an. Il rencontre en France Louis-Adolphe Bertillon chez qui il séjourne, Michel Chevreul, Louis Braille, Augustin Thierry, Alexis de Tocqueville, Jules Michelet, Urbain Leverrier, François Guizot, Louis Daguerre, et ouvre un compte bancaire à Paris pour soutenir les efforts de Karl Marx et Friedrich Engels avec qui il prétend avoir eu plusieurs entrevues.

#### Origine du journal de Jean Lafitte
En 1948, un employé des chemins de fer se présentant sous le nom de John Andrechyne Laflin contacta la Société historique du Missouri pour leur parler d’un journal de Jean Lafitte, son ancêtre selon ses dires, rédigé entre 1845 et 1850, mais la Société refusa, doutant de son authenticité. Laflin convainquit néanmoins l’historien Stanley Arthur de tenir compte du contenu du journal pour écrire Jean Laffitte, Gentleman Rover et publia lui-même la traduction en anglais du journal en 1958 sous le nom de John Lafitte. En 1969, il vendit le journal qu’il avait refusé de montrer à quiconque à un antiquaire-bouquiniste de Houston, William D. Simpson. Le manuscrit fut donné en 1984 à la Sam Houston Regional Library and Research Center au Texas où il fut mis à la disposition des chercheurs.

#### Controverse concernant son authenticité
Le bouquiniste avait acheté le journal parce qu’il lui trouvait l’aspect d’un ouvrage ancien. De plus, un expert, Ralph O. Queen, confirma que le papier datait du XIXe siècle et un archiviste du comté de Bexar donna son aval pour l’achat. Comme l’encre ne partait pas facilement à l’eau, Queen en déduisit que le contenu n’avait pas été écrit récemment.
La majorité des historiens ne croient pas à son authenticité,, et il est possible qu’il s’agisse d’une contrefaçon datant du XIXe siècle.
Les raisons qui font douter de son authenticité sont la personnalité de son inventeur et ses tentatives de forgerie, ainsi que la nature extravagante d'une partie des informations contenues et plusieurs incohérences qui heurtent la réalité historique. Ainsi, le linguiste Louis-Jean Calvet note que la date à laquelle Lafitte dit avoir quitté Galveston dans son journal est celle qui était donnée dans tous les ouvrages historiques depuis 1855, alors qu’elle a été déclarée fausse ultérieurement après examen de documents d’époque. Il cite aussi la contradiction entre les informations prétendument obtenues par Lafitte de la bouche de Karl Marx et Friedrich Engels concernant la rédaction du Manifeste du Parti communiste et du Capital, et l’histoire confirmée de la genèse de ces documents.

### Littérature, bande dessinée
- Dans le manga One Piece, le navigateur de l'équipage de Barbe Noire se nomme Lafitte.
- Jean Lafitte est le sujet d'un poème de Lord Byron intitulé The Corsair[38] :

He left a corsair's name to other times,
Linked with one virtue, and a thousand crimes.
- Les romans La Désirade de Jean-François Deniau et La Baie des Maudits de Alain Dubos retracent aussi, avec une certaine liberté due au genre romanesque, le parcours de Jean Lafitte.
- Dans le roman "Carbec, mon Empereur ", de Bernard Simiot et Philippe Simiot aux Éditions Albin Michel, 1999, 454.p.   (ISBN 2-226-10801-7)
- Georges Blond a écrit Moi, Laffite, dernier roi des flibustiers, qui retrace les aventures de Jean Laffite.
- Charivari dans les bayous (éditions Vents  dans les bayous de La Nouvelle-Orléans) met en scène l'une des filles du pirate Laffite[40].
- Le scénariste Marc Bourgne et le dessinateur Franck Bonnet sont les auteurs d'une série en bande dessinée intitulée Les Pirates de Barataria (Glénat) qui s'inspirent très largement de l'histoire des frères Laffite.
- Dans le livre Zorro d'Isabel Allende, les héros rencontrent et vivent chez Jean Laffite en Barataria.
- Dans le livre 1 de La Petite Fille Bois-Caïman, sixième tome de la série Les Passagers du vent de François Bourgeon, il est dit que Jean Lafitte serait né l'année où se terminent les mémoires de l'héroïne Isa, en 1782, et aurait financé Marx et Engels à Bruxelles, à la fin de sa vie.
- Dans L'Appel de Cthulhu, Howard Philips Lovecraft fait référence aux descendants de Jean Lafitte ainsi qu'aux marécages de Barataria qui encerclent le bayou servant de repère aux cultistes de l'Innommable.

### Cinéma
La légende de Jean Lafitte a été racontée dans trois films américains :
- Les Flibustiers (The Buccaneer, 1938), réalisé par Cecil B. DeMille, avec Fredric March dans le rôle de Lafitte et Anthony Quinn dans celui de Renato Beluche
- Jean Lafitte, dernier des corsaires (The Last of the Buccaneers, 1950), réalisé par Lew Landers, avec Paul Henreid dans le rôle de Lafitte
- Les Boucaniers (The Buccaneer, 1958) réalisé par Anthony Quinn avec Yul Brynner dans le rôle de Lafitte et Charlton Heston dans le rôle du général Andrew Jackson

### Sites
Un parc national des États-Unis porte aujourd’hui son nom ; le parc historique national et réserve Jean Lafitte est divisé en six emplacements physiquement séparés dans le sud est de la Louisiane, respectant la culture acadienne locale.
La réserve de Barataria tente de préserver l'histoire naturelle et culturelle des montagnes et marais de la région. Au sud-est de La Nouvelle-Orléans se situe le champ de bataille de Chalmette et le cimetière national, emplacement réel de la bataille de La Nouvelle-Orléans et lieu de repos éternel pour les soldats de la guerre de Sécession, de la guerre hispano-américaine, des Première et Seconde guerres mondiales, ainsi que de la guerre du Viêt Nam.
Jean Lafitte est également le nom d’un village de pêcheurs cadiens et d’un site touristique situés près de la ville de Barataria.

### Autres
Le capitaine Crouche, personnage mascotte des céréales du même nom, distribuées en Amérique du Nord, eut pendant un moment pour adversaire un pirate appelé Jean La Foote, d’après le nom de Lafitte.

### Sources et bibliographie

#### En français
- Georges Blond, Moi Laffite, dernier roi des flibustiers, Éditions Albin Michel, 1985
- Madeleine Fabiola Kent, Jean Laffite, corsaire, Éditions Calmann-Lévy, 1957
- Louis-Jean Calvet, Baratia, Éditions Plon, 1998
- Claude-Alain Saby, 1815 : Les Naufragés de l'Empire aux Amériques, Chassieu, Claude-Alain Saby, 2016, 358 p. (ISBN 9781326898267, lire en ligne), p. 282

#### En anglais
- (en) Fred Robbins, « Origin and Development of The African Slave Trade in Galveston », East Texas Historical Journal, 1971
- (en) W. T. Block, Filibustering, Piracy and the African Slave Trade
- (en) William C. Davis, The Pirates Laffite : The Treacherous World of the Corsairs of the Gulf, Orlando, Fla, Harcourt, 2006, 706 p. (ISBN 978-0-156-03259-9, OCLC 68570266, lire en ligne)
- (en) Jack C. Ramsay, Jean Laffite : prince of pirates, Austin, Tex, Eakin Press, coll. « Texas authors », 1996, 209 p. (ISBN 978-1-571-68029-7 et 978-1-571-68612-1, OCLC 1004912562)